# Joaquín Romualdo de Pablo y Antón
Joaquín Romualdo de Pablo y Antón (Lodosa, 26 de julio de 1784-Valcarlos, 20 de octubre de 1830), conocido por el mote de Chapalangarra, fue un guerrillero y militar liberal español, natural de Navarra.

## Biografía

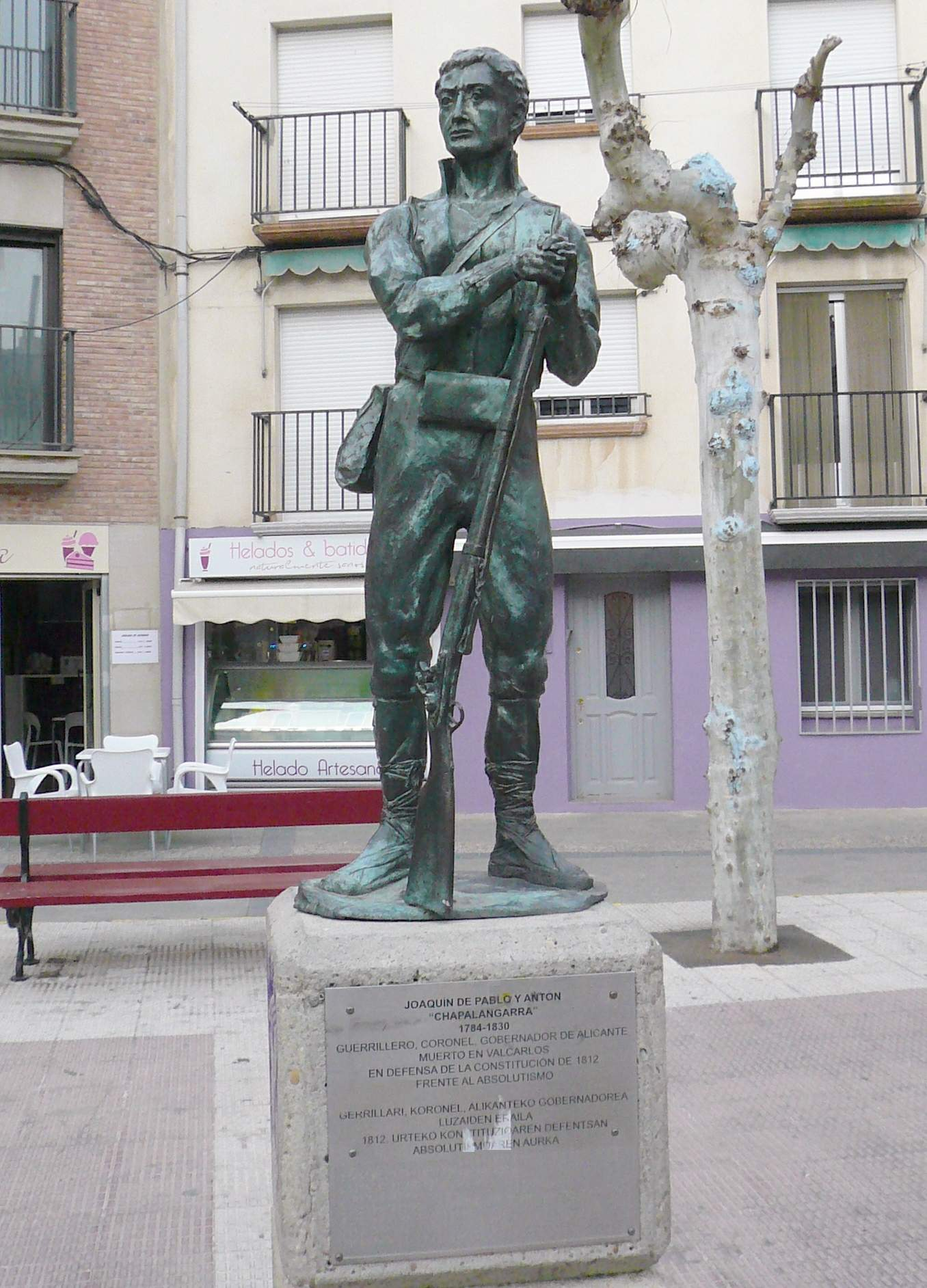
Monumento a Joaquín de Pablo en su Lodosa natal

Durante la Guerra de la Independencia española, después de haber mostrado coraje y determinación en las guerrillas, pasó de soldado en 1809 a ser nombrado coronel en 1813. También había demostrado sus dotes de mando cuando formó el 6.º batallón de la División de Navarra y el 1.º de Aragón (1812), siguiendo las órdenes de Espoz y Mina, al frente del cual continuó luchando contra la ocupación francesa de España casi hasta el final de la guerra. 
Estaba bajo el mando de Espoz y Mina cuando este se rebeló (septiembre de 1814), sin embargo, Chapalangarra se posicionó en su contra antes incluso de la proclama del bando de la Diputación del Reino aconsejando a los militares a permanecer leales al rey desoyendo las llamadas para unirse a la causa de Espoz y Mina. 
Agregado al Regimiento de Infantería de España una vez finalizada la guerra, cambió su residencia a la plaza de Bilbao. Tras el pronunciamiento de Riego, Chapalangarra hizo jurar la constitución a las fuerzas del ejército liberal que había formado y dirigía en Bilbao. 
En 1823, es nombrado gobernador de Alicante, puesto que ocupó muy poco tiempo, ya que fue enviado al norte a participar en la defensa de Pamplona frente a los Cien Mil Hijos de San Luis. Tras su derrota fue forzado al exilio en Gibraltar y de aquí pasó a Londres donde mantuvo contactos frecuentes con Valdés Arriola, Méndez Vigo, Mendizábal y el mismo Espoz y Mina. 
En octubre de 1830, organizó un pequeño ejército liberal en Cambo-les-Bains e intentó restablecer el liberalismo en España. Mientras que Chapalangarra, al frente de un grupo de liberales, unos 115 hombres, cruzaba la frontera por Arnegui camino hacia Valcarlos, Espoz y Mina hacía otro tanto por Vera de Bidasoa y Valdés Arriola por Urdax. En Valcarlos se enfrentó al comandante del cantón de Roncesvalles, Francisco Benito Eraso, con seis compañías de Voluntarios de Navarra, bajo el mando de Ángel Elizalde de Idoate, sumando unos 100 hombres que obligaron a retirarse hacia Arnegui al grupo de Chapalangarra. En esta localidad, Chapalangarra gana una pequeña altura, acompañado de 80 hombres, cuando un disparo acabó con su vida dándose a la fuga de inmediato el resto de sus hombres.
Entre los hombres que intentaron penetrar en Navarra estaba el poeta José de Espronceda le dedicó poco después el poema «A la muerte de D. Joaquín de Pablo (Chapalangarra)»; «Próspero Merimée menciona a Chapalangarra en la novela Carmen (1847), base argumental del libreto de la celebérrima ópera de Georges Bizet»; Pérez Galdós lo cita en el episodio nacional «Un voluntario realista».